# Carlos Martínez (baseballista)
Carlos Alberto Escobar Martínez (ur. 11 sierpnia 1964 w La Guaira, zm. 24 stycznia 2006 w Catia La Mar) – baseballista wenezuelski, który występował na pozycji pierwszobazowego/trzeciobazowego. Nosił przydomek "Café".
Pierwszy kontrakt w USA podpisał w 1983, z klubem New York Yankees, w którym nie zagrał jednak żadnego meczu. W Major League Baseball debiutował w 1988 jako zawodnik Chicago White Sox, dokąd przeniósł się dwa lata wcześniej (w zamian za niego do klubu nowojorskiego przeszedł między innymi Ron Kittle). W latach 1991–1993 był zawodnikiem Cleveland Indians, w 1995 grał w zespole California Angels.
Zmarł w wieku 41 lat po długiej chorobie